# آدم جعبه‌ای
«آدم‌جعبه‌ای» یکی از فرسایشی‌ترین و پیچیده‌ترین آثار کوبو آبه در زندگی ادبی‌اش است که نگارشش شش‌سال زمان برد و گویا آبه برای جمع‌آوری تصاویر و تجربه‌ی بی‌هویتی آن، خودش روزگاری را با تجربه‌ی زندگی در جعبه سپری کرد.
«آدم جعبه‌ای» به کوشش فردین توسلیان به فارسی برگردانده شد و در سال ۱۳۹۹ توسط نشر الکترونیک سایه‌ها منتشر و نسخه‌ی PDF آن، به صورت رایگان در دسترس عموم قرار گرفته شده است.

## خلاصه
با بهره‌گیری از معضل‌هایی واقعی و آشنا مانند کارتن خوابی و خیابان‌گردی، کوبو آبه داستان آدم/ آدم هایی را برایمان تعریف می‌کند که یک «جعبه» محل زندگی‌اش/ زندگی‌شان است. داستان به لحاظ ژانر، در یک زمینه‌ی رئال قدم می‌زند اما روایت بر اساس یک ساختار سورئال پیش می‌رود. نویسنده از شیوه‌ی روایت کلاسیک آشنازدایی می‌کند، نظم‌ها را به‌هم می‌زند، قواعد را درهم می‌شکند و خواننده را دچار یک گیجی عامدانه می‌کند.